# Strada nazionale 73
La strada nazionale 73 era una strada nazionale del Regno d'Italia, che congiungeva L'Aquila a Giulianova.
Venne istituita nel 1923 con il percorso "Aquila - Montorio al Vomano - Teramo - Innesto con l'Adriatica Inferiore (n. 69) presso Giulianova".
Nel 1928, in seguito all'istituzione dell'Azienda Autonoma Statale della Strada (AASS) e alla contemporanea ridefinizione della rete stradale nazionale, il suo tracciato costituì per intero la strada statale 80 del Gran Sasso d'Italia.